# 斯蒂恩·邁爾斯
奧利斯蒂恩·「斯蒂恩」·邁爾斯（英語：Ollisteen 'Steen' Miles；1946年8月20日—2017年3月29日），是美國的民主黨政治人物，前佐治亚州参议院議員。

## 生平
邁爾斯出生在印地安納州南本德，曾入讀州立博爾大學和喬治亞州立大學。畢業後她進入WXIA-TV擔任電視新聞播報員，後來在2000年競逐迪卡尔布县首席執行官，但失敗而回。
2005年她成功當選為佐治亚州参议院第四十三選區議員，任內曾擔任銀行金融機構委員會、公共安全與州際安全委員會、亞特蘭大都市區快速運輸概覽委員會、特別司法委員會及州機構和財產委員會的委員。之後，邁爾斯曾參與2006年的副州長選舉及2008年的迪卡尔布县首席執行官選舉，唯均落選。
到2014年，她在州聯邦參議員薩克斯比·錢布利斯退休引致的民主黨初選中只得11.99%選票而不獲提名。
2017年3月29日，邁爾斯因肺癌逝世，享年70歲。

## 外部連結
- 歷史製造者簡介 （页面存档备份，存于）
- 智慧投票计划中的傳記、投票紀錄及利益集團評級
- Campaign contributions at the National Institute for Money in State Politics
- Profile at Ballotpedia

| 喬治亞州參議院         | 喬治亞州參議院                                       | 喬治亞州參議院           |
| ---------------------- | ---------------------------------------------------- | ------------------------ |
| 前任者： 康妮·斯托克斯 | 佐治亚州参议院第四十三選區 参议院議員 2005年－2007年 | 繼任者： 小羅納德·拉姆齊 |